# عدی دباغ
عدی دباغ (عربی: عدي إبراهيم محمد الدباغ؛ زادهٔ ۳ دسامبر ۱۹۹۸) بازیکن فوتبال اهل دولت فلسطین است.
از باشگاه‌هایی که در آن بازی کرده است می‌توان به باشگاه فوتبال الیرموک کویت، باشگاه ورزشی السالمیه کویت، و باشگاه ورزشی القادسیه کویت اشاره کرد.
وی همچنین در تیم‌های ملی فوتبال زیر ۱۹ سال، زیر ۲۳ سال و بزرگسالان فلسطین بازی کرده است.